# ايفندير هوليفيلدز ريل ديل بوكسينغ
ايفندير هوليفيلدز ريل ديل بوكسينغ (بالإنجليزية: Evander Holyfield's "Real Deal" Boxing)‏، هي لعبة فيديو من نوع رياضة الملاكمة، نشرها فرع شركة سيجا بالولايات المتحدة سنة 1992م، وتعمل لنظامي جيم جير وميجا درايف، وهي غلاف للبطل الأمريكي العالمي إيفاندر هوليفيلد.

## مصدر
1. ↑  "Mega Drive Review – Evander Holyfield's Real Deal Boxing" (PDF). EMAP. ع. 23. أغسطس 1992. ص. 95–96. مؤرشف من الأصل (PDF) في 2019-05-19. اطلع عليه بتاريخ 2016-05-21. {{استشهاد بمجلة}}: الاستشهاد ب$1 يطلب |$2= (مساعدة)

## المواقع الخارجية
- Game info at Rotten Tomatoes.
- Detailed review at The Mean Machines Archive.